# Gérard de la Barthe

Blick auf den Kreml in Moskau: Ein kolorierter Stich nach einem Bild von Gérard de la Barthe von Gabriel Ludwig Lory; hiervon gibt es auch eine einfarbige Version von Matthias Gottfried Eichler

Eine Ansicht von Moskau: Zeichnung von Gérard de la Barthe

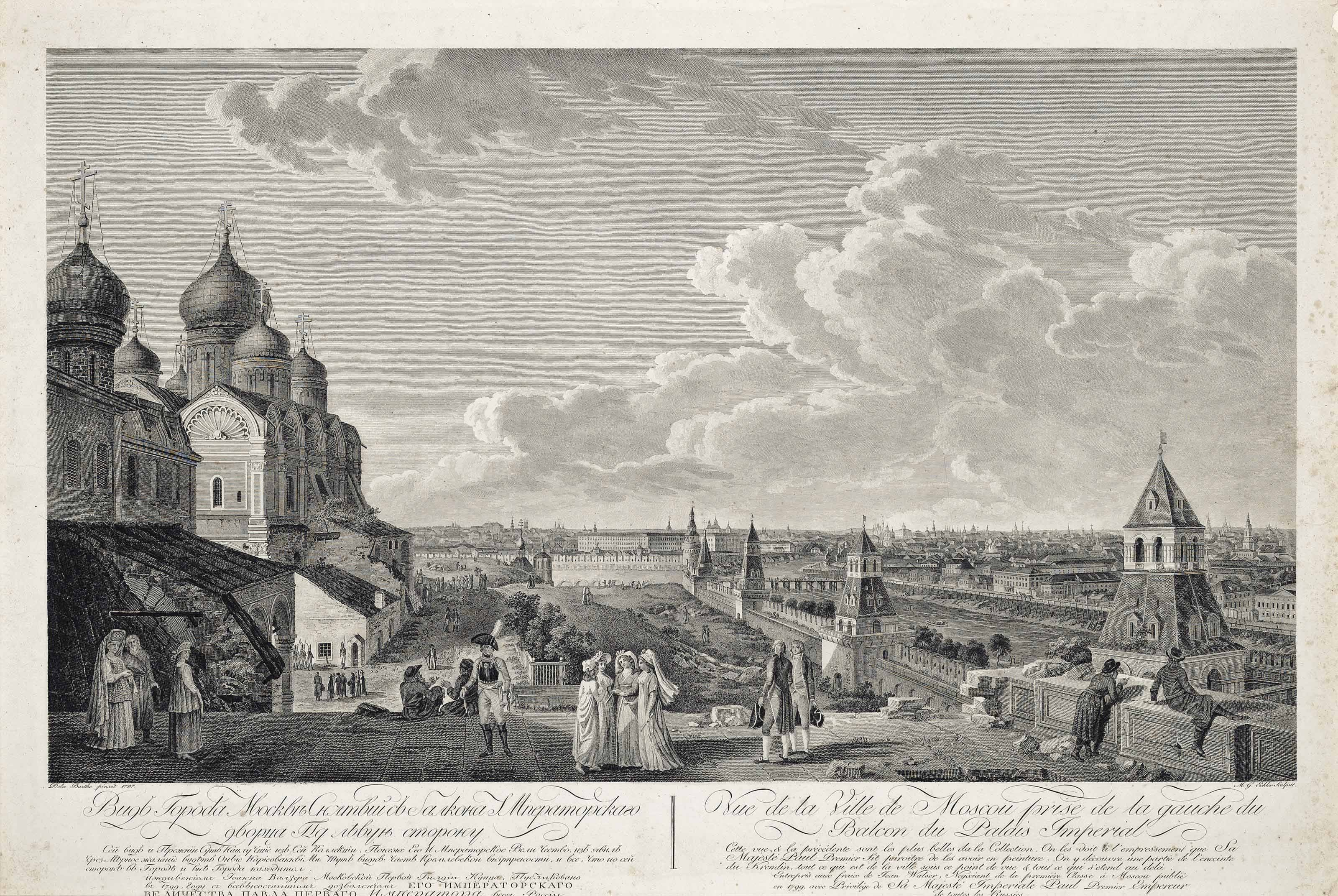
Ein Stich von Matthias Gottfried Eichler nach der obigen Zeichnung von Gérard de la Barthe

Gérard de la Barthe (* 1730 in Rouen; † 1810 in Russland), unter anderem auch Gérard De la Barthe, Guérard de La Barthe oder Girard de La Barthe genannt, war ein französischer Zeichner, Radierer und Maler, der erst im  fortgeschrittenen Lebensalter in Russland (von 1787 bis 1810) sein eigentliches Werk (hauptsächlich Gemälde von Stadtansichten) geschaffen hat. Von seinen näheren Lebensumständen ist kaum etwas bekannt.

## Betätigungsfelder
Seine Ausbildung erhielt Gérard de la Barthe so um das Jahr 1750 herum in der Schule von Joseph-Marie Vien (1716–1809) in Paris. Was er danach in den kommenden Jahren und Jahrzehnten in Frankreich geschaffen hat, ist weitestgehend unbekannt. (Eine Spur davon befindet sich im Britischen Museum, wo zwei Stiche aus dem Jahr 1779 von Gérard de la Barthe nachgewiesen sind, die er nach italienischen Landschaftsbildern des holländischen Malers Jan Both (1618–1652) gestochen hat.)
Im Jahre 1787 ging Gérard de la Barthe, vielleicht von zaristischen Regierungsstellen angeworben, nach Russland, in dem damals Katharina die Große herrschte. Er wurde dort Einwohner von Moskau und ist es wohl bis zu seinem Lebensende geblieben.
Im Laufe der 1790er Jahre zeichnete und malte Gérard de la Barthe eine Reihe von Bildern mit Ansichten von Moskau und St. Petersburg, die durch die Darstellung von Figuren und Menschen sehr lebendig wirkten. Sie zeigten inmitten der städtischen Umgebung (hauptsächlich in Moskau) das russische Leben, das bunte Treiben in diesem Land, das auf westeuropäische Augen recht exotisch und anziehend wirkte. Und deshalb wohl kam der Schweizer Kaufmann Johann (Jean) Walser auf die Idee, die Bilder stechen zu lassen und weit zu verbreiten, wovon er sich einen guten Gewinn versprach. So engagierte er für die Russischen Prospekte (wie er dieses Projekt nannte) deutsche und schweizerische Radierer und Kupferstecher, die diese Arbeiten in Herisau in der Schweiz dann ausführten. Die Russischen Prospekte wurden im Jahre 1799 in Moskau veröffentlicht und erregten viel Aufsehen. Sie wurden mehrmals in Frankreich, England und Deutschland in Ausstellungen gezeigt und Gérard de la Barthe ist durch ihre weite Verbreitung sehr berühmt geworden.
Daneben hat Gérard de la Barthe noch viele weitere Bilder mit Ansichten und auch Landschaften in Russland geschaffen, in einer gefälligen Manier wie es in einem zeitgenössischen Lexikon-Eintrag heißt; darunter werden auch viele Aquarelle gewesen sein, die er (wie es im gleichen Eintrag heißt) besonders schön gemalt hat.